# احمدالله علیزی
احمدالله علیزی یک سیاست‌مدار اهل افغانستان است. وی والی (استاندار) ولایت بادغیس افغانستان بود. ۱۵ ثور ۱۳۹۲ تا ۱۴ جوزا ۱۳۹۴ این منصب را عهده‌دار بود.

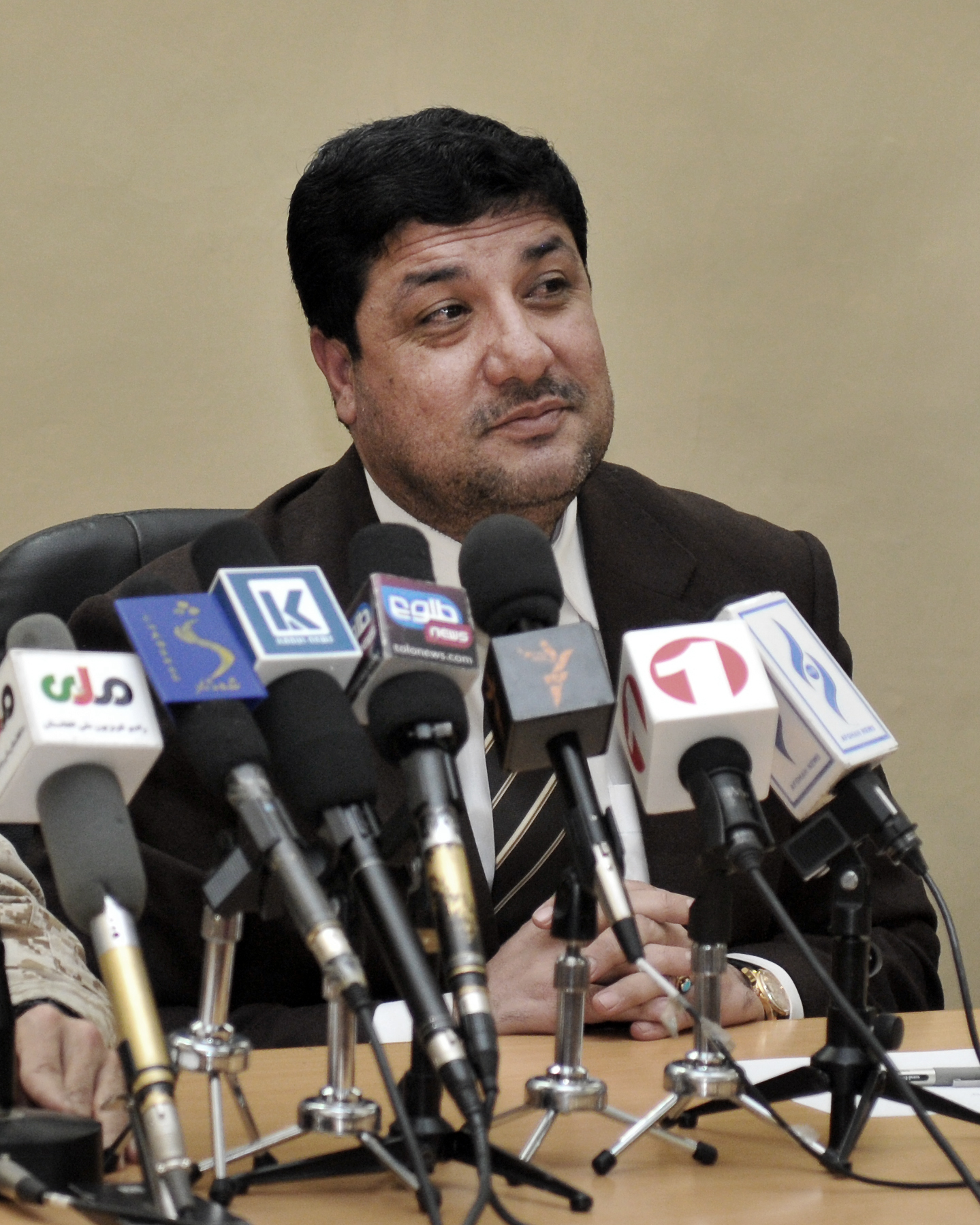

| پیشین: محمد طاهر صبری | وال ولایت بادغیس، افغانستان ۱۵ ثور ۱۳۹۲ تا | پسین: محمدانور اسحاق‌زی |